# Universalhistorie
Universalhistorie er en type historieskrivning, hvor man søger at skrive den samlede verdenshistorie som én sammenhængende fortælling. Genren var udbredt i Europa frem til 1700-tallet, hvorefter nationalhistorier blev almindelige og verdenshistorier blev til sammenskrivninger af de forskellige nationalhistorier.
En typisk periodisering af universalhistorier var de fire verdensmonarkier eller de seks verdensaldre.
I Danmark forsøgte N.F.S. Grundtvig sig med universalhistorie i Kort Begreb af Verdens Krønike i Sammenhæng fra 1812, men det virkede da i samtidens øjne besynderligt.
| Historie | Spire Denne historieartikel er en spire som bør udbygges. Du er velkommen til at hjælpe Wikipedia ved at udvide den. |